# Hero Brahms
Hero Brahms (* 6. Juli 1941 in Münster/Westfalen) ist ein ehemaliger deutscher Industriemanager.

## Herkunft und Familie
Sein Vater war Vorstandsmitglied der Baumwollspinnerei Gronau (Westf.). Nach dem Abitur 1961 in Gronau machte er zunächst von 1961 bis 1963 eine Banklehre bei der Deutschen Bank in Münster. Daran schloss sich von 1963 bis 1968 ein Studium der Betriebswirtschaftslehre in München und Münster an. In München wurde er Mitglied des Corps Isaria.
Brahms ist seit 1986 mit Katharina Brahms verheiratet. Er hat einen Sohn.

## Karriere
Seine berufliche Tätigkeit begann Brahms von 1969 bis 1981 bei der Hoesch AG. 1978 wurde ihm die Prokura erteilt und er wurde stellvertretender Leiter der Finanzabteilung. 1980 wurde er persönlicher Mitarbeiter des Vorstandsvorsitzenden Detlev Karsten Rohwedder und war von 1982 bis 1991 Vorstandsmitglied.
Von Juni 1991 bis November 1994 war Brahms Vizepräsident der Treuhandanstalt und entwickelte dort das Konzept einer Management GmbH & Co. KG (MKG) als Auffanggesellschaft für nicht sofort privatisierungsfähige Unternehmen. Sein Schwerpunkt lag bei der Abwicklung der Bereiche Schwermaschinen- und allgemeiner Maschinenbau.
In der Folge war Brahms Mitglied in verschiedenen Vorständen und Aufsichtsräten:
- 1. November 1994 bis Januar 1996: Vorstandsmitglied der Kaufhof Holding AG
- Dezember 1995 bis Mai 1996: Aufsichtsratsvorsitzender der Bremer Vulkan Verbund AG
- Juli 1996 bis 2004: Vorstandsmitglied der Linde AG
- Mai 2005 bis Oktober 2008: Aufsichtsratsvorsitzender der Arcandor AG (bis Juni 2007 KarstadtQuelle AG)
- 27. Mai 2014: Ausscheiden aus dem Aufsichtsrat der  Deutschen Post AG